# Gokhan Bey
Gokhan Bey (Karadeniz Powership 22, KPS22) — плавуча електростанція, створена на замовлення турецької компанії Karadeniz Energy (входить до складу Karadeniz Holding).

## Характеристики
Судно, призначене для перевезення генеральних вантажів, спорудили у 2000 році як CEC Apollon на китайській верфі Dalian Shipyard у Даляні. В 2004-му корабель придбала німецька Beluga Shg. GmbH, в руках якої він працював під назвами Beluga Indication, Nirint Iberia та HR Indication.
У 2015-му судно потрапило до турецької Karadeniz Holding, яка в кінці 2000-х почала формування першого в світі флоту плавучих електростанцій. Останні мають надавати послуги країнам, що потерпають від енергодефіциту, на період до спорудження останніми постійних генеруючих потужностей. Судно перейменували в Gokhan Bey та переобладнали в на стамбульській верфі Sedef Shipyard.
Gokhan Bey оснастили 6 генераторними установками на основі двигунів внутрішнього згоряння Wartsila типу 18V50DF. Загальна потужність станції складає 125 МВт (можливо відзначити, що для досягнення такого показника аналогічне судно Yasin Bey має окрім 6 установок Wartsila типу 18V50 також котли-утилізатори та дві парові турбіни). Як паливо станція може використовувати нафтопродукти та природний газ.

## Служба судна
Першим завданням для Gokhan Bey стала робота за п'ятирічним контрактом із індонезійською державною електроенергетичною компанією PT Perusahaan Listrik Negara. У грудні 2016-го судно прибуло до визначеного йому індонезійського порту Купанг на острові Тимор.